# John Glover
John Soursby Glover, Jr., född 7 augusti 1944 i Kingston, New York, är en amerikansk skådespelare.
John Glover är mest känd för att ha spelat ett antal skurkroller inom film och television, till exempel Lionel Luthor (Lex Luthors pappa) i TV-serien Smallville samt gjort rösten till Gåtan i den animerade tv-serien om Batman. Andra filmer han figurerat i är Stormen (TV-film 1998), Spökenas hämnd, Gremlins 2 och Batman & Robin.
Han föddes i Kingston i delstaten New York, men växte upp i Salisbury i Maryland.

## Filmografi
- 1991 – Dubbelspel